# Барбари (Мачерата)
Барбари (итал. Barbari) насеље је у Италији у округу Мачерата, региону Марке.
Према процени из 2011. у насељу је живело 30 становника. Насеље се налази на надморској висини од 253 м.